# 北海道道843号宿野边保养基地线
北海道道843号宿野边保养基地线（日语：北海道道843号宿野辺保養基地線）是一条位于北海道茅部郡森町的普通道级道路（北海道道）。

## 道路概况
- 起点：北海道茅部郡森町赤井川（= 道央自動車道大沼公園IC）
- 終点：北海道茅部郡森町赤井川
- 总距离：1.1千米

## 经过的自治体
- 渡岛综合振兴局
  - 茅部郡森町

## 主要连接道路
- 道央自動車道大沼公園IC（起点）
- 北海道道149号大沼连络线（起点）

## 历史
- 1975年（昭和50年）3月31日 - 路線勘定（北海道告示第951号）

## 沿線
- Green Pia大沼（位于道道的終点）